# Кекилли, Сибель
Сибе́ль Кеки́лли (нем. Sibel Kekilli; род. 16 июня 1980, Хайльбронн) — немецкая актриса турецкого происхождения. Исполнила главную роль в фильме-победителе Берлинского международного кинофестиваля «Головой о стену» (2004) режиссёра Фатиха Акина. Также известна по роли Шаи в телесериале HBO «Игра престолов».

## Биография
После окончания средней школы, где Сибель была одной из лучших учениц (средний балл 1,7), она поступила на работу в Хайльброннскую ратушу в отдел очистки сточных вод. Параллельно с этим она зарабатывала на жизнь самыми разными способами, работая продавщицей, швейцаром, уборщицей, барменом, промоутером, фотомоделью и снимаясь в порнографических фильмах.
В 2002 г. в Кёльне в торговом центре менеджер по кастингу спросил её, не желает ли она принять участие в отборе актрис на роль в фильме режиссёра Фатиха Акина. Она согласилась и победила в кастинге около 350 конкурентов. В 2002/2003 гг. она провела три недели на курсах актёрского мастерства, импровизации и сценической речи в Школе актёрского мастерства в Бохуме.
Непосредственно после награждения фильма «Головой об стену» на Берлинском международном кинофестивале в феврале 2004 г. немецкий бульварный журнал Bild под броскими заголовками опубликовал материалы о прошлой жизни Сибель Кекилли, снимавшейся в порнографических фильмах под псевдонимом Дилара.
Это спровоцировало волну дискуссий, соболезнований и выражений солидарности и привлекло значительное внимание как к новой картине, так и к прежнему участию Сибель в съёмках порнофильмов. «Это действительно так, как и всегда случается: я была молода и мне были нужны деньги» объясняла молодая актриса в своем интервью.
18 ноября 2004 г. во время трансляции вручения премии Бемби по телевидению Сибель Кекилли призвала журналы Bild и кёльнский Express прекратить «эту грязную травлю» («diese dreckige Hetzkampagne»). 2 декабря 2004 г. Германский совет по делам прессы (Deutscher Presserat) открыто осудил публикацию репортажа журналом Bild как унижение человеческого достоинства: «Открытый интерес не может служить прикрытием для репортажа, в котором личность обсуждаемого человека сводится к тому, что можно прочитать в аннотациях на обложках кассет с порнофильмами».
В декабре 2006 г. Сибель Кекилли приняла участие в мероприятии, направленном против домашнего насилия и состоявшемся в Берлине (в качестве организатора выступила турецкая газета Hürriyet). На этом мероприятии актриса высказала следующее мнение:

Я испытала на собственном опыте, что физическое и психологическое насилие считается нормой в мусульманских семьях. К сожалению, насилие является составной частью культуры ислама.
Оригинальный текст (нем.)Ich habe selbst erlebt, dass körperliche und seelische Gewalt in einer muslimischen Familie als normal angesehen wird. Leider gehört Gewalt im Islam zum Kulturgut.

В настоящее время Сибель Кекилли живёт в Гамбурге.

## Фильмография
| Год       |    | Русское название                           | Оригинальное название                 | Роль                                        |
| --------- | -- | ------------------------------------------ | ------------------------------------- | ------------------------------------------- |
| 2004      | ф  | Головой о стену                            | Gegen die Wand                        | Сибель / Sibel                              |
| 2004      | ф  | Кебаб                                      | Kebab Connection                      | итальянка / Italienerin                     |
| 2006      | ф  | Зимнее путешествие                         | Winterreise                           | Лейла / Leyla                               |
| 2006      | ф  | Фэй Грим                                   | Fay Grim                              | консьержка / Concierge First Istanbul Hotel |
| 2006      | ф  | Последнее движение руки                    | Der letzte Zug                        | Рут Зильберманн / Ruth Zilbermann           |
| 2006      | ф  | Возвращение домой                          | Eve dönüs                             | Эсма / Esma                                 |
| 2009      | с  | Ночная смена                               | Nachtschicht                          | Лайла / Layla                               |
| 2009      | ф  | На улице                                   | Pihalla                               | Лора / Laura                                |
| 2010      | с  | Алчность                                   | Gier                                  | Надя Хартманн / Nadja Hartmann              |
| 2010      | ф  | Чужая                                      | Die Fremde                            | Умай / Umay                                 |
| 2010      | с  | Инспектор в море                           | Der Kommissar und das Meer            | Ивонн Бауманн / Ivonne Baumann              |
| 2010      | с  | Убийства в Стамбуле                        | Mordkommission Istanbul               | Фатма Бенли / Fatma Benli                   |
| 2010—2016 | с  | Место преступления                         | Tatort                                | Сара Брандт / Sarah Brandt                  |
| 2011      | ф  | Что за парень?                             | What a Man                            | Нель / Nele                                 |
| 2011—2014 | с  | Игра престолов                             | Game of Thrones                       | Шая                                         |
| 2012      | ф  | Мужчины Эмдена                             | Die Männer der Emden                  | Салима Бей / Salima Bey                     |
| 2015      | с  | Пары                                       | Paare                                 | пациентка / Patientin                       |
| 2016      | с  | Инспектор Боровски                         | Inspector Borowski                    | Сара Брандт / Sarah Brandt                  |
| 2017      | с  | Брат: Черная сила                          | Bruder: Schwarze Macht                | Сибель / Sibel                              |
| 2018      | с  | Пули                                       | Bullets                               | Мадина Табурова / Madina Taburova           |
| 2019      | ф  | Берлин, я люблю тебя                       | Berlin, I Love You                    | Ясиль / Yasil                               |
| 2019      | ф  | Германия - это... Дом                      | Deutschland ist... Heim               |                                             |
| 2020      | ф  | Лиса в норе                                | Fuchs im Bau                          | Тара Кетаби / Tara Ketabi                   |
| 2021      | тф | Морские огни                               | Meeresleuchten                        | Нина Базелау / Nina Baselau                 |
| 2022      | ф  | Тёмная ночь                                | Karanlik Gece                         | Сирма / Sirma                               |
| 2023      | с  | Свобода - единственное, что имеет значение | Freiheit ist das Einzigste, was zählt | Улли / Ulli                                 |

## Порнокарьера
В порноиндустрии Сибель Кекилли была очень недолго. В 2001 г. работала для студии Videorama, снялась в ряде сериалов про молодых дебютантов режиссёра Гарри С. Моргана. В 2002 г. снялась в нескольких фильмах для студий Магма, Хелен Дюваль и др. Эти фильмы стали очень популярны (вошли в топ 10-ку немецких Hardcore — DVD) после получения Кекилли награды за фильм «Головой о стену»(2004).
В порноиндустрии известна под псевдонимом Дилара (Dilara), в некоторых фильмах снималась и под другими псевдонимами: Delara, Kim, Sybel, Sybella Wide. 
«Особые приметы» 
- Татуировки: азиатский иероглиф на левом плече; большой узор на пояснице
- Пирсинг: пупок

Фильмы
- 2002 Wilde Sex-Nächte (2002, Magma)
- Auf frischer Tat ertappt! (2002, Magma)
- Casa Rosso Amsterdam (2002, Helen Duval Entertainment) [под псевдонимом Sybella Wide]
- Das Beste aus Teeny Exzesse #8 (2001, Videorama)
- Die megageile Kükenfarm [Chicks on Dicks] (2002, Magma) [под псевдонимом Delara]
- Die verfickte Praxis. (2002, Magma)
- Diva-Diva (2002, Videorama)
- Ein Sommertagstraum (2002, Magma)
- EuroMädchen — Amateure Intim #11 (2002, Magma)
- Hotel Fickmichgut (2002, Magma)
- Junge Debütantinnen #19: Deutsche Debütantinnen — hart & herzlich (2001, Videorama) [под псевдонимом Kim из Мангейма)]
- Kitchen (2002, Magma)
- Leidenschaft (2002, Magma)
- Lollipop 16 (2002, Magma)
- Sextrip — Heisses Pflaster Amsterdam (2002, Helen Duval Entertainment)
- Süsse Teeny-Träume (2002, Magma)
- Teeny Exzesse #68 — Kesse Bienen Sibel Kekilli (2001, Videorama) [под псевдонимом Sybel]
- Tierisches Teenie-Reiten (2002, Puaka)

Компиляции
- Sibel — die wahre Sex-Diva (2002, MultiMedia Verlag)
- Fick-Filets [Highlights] (2002, Magma)
- Der Star-Schnitt ((Deutsche) Film-Diva in Wahrheit Porno-Star) (2004, Magma)
- Unterwegs Gefickt (2006, Foxy Media)
- Die Schmiede der Stars — 20 Jahre Magma (2008, Magma)

## Звуковая книга
Для первой коллекции звуковых книг Starke Stimmen (Сильные голоса) женского журнала Brigitte Сибелле записала роман Джейн Остин «Разум и чувства». Она остаётся самой молодой из двенадцати женщин, привлечённых к созданию звуковых книг этой серии, концепция которой состоит в том, чтобы позволить озвучить книги, которые имели особенное значение в жизни читающего.

## Награды и номинации

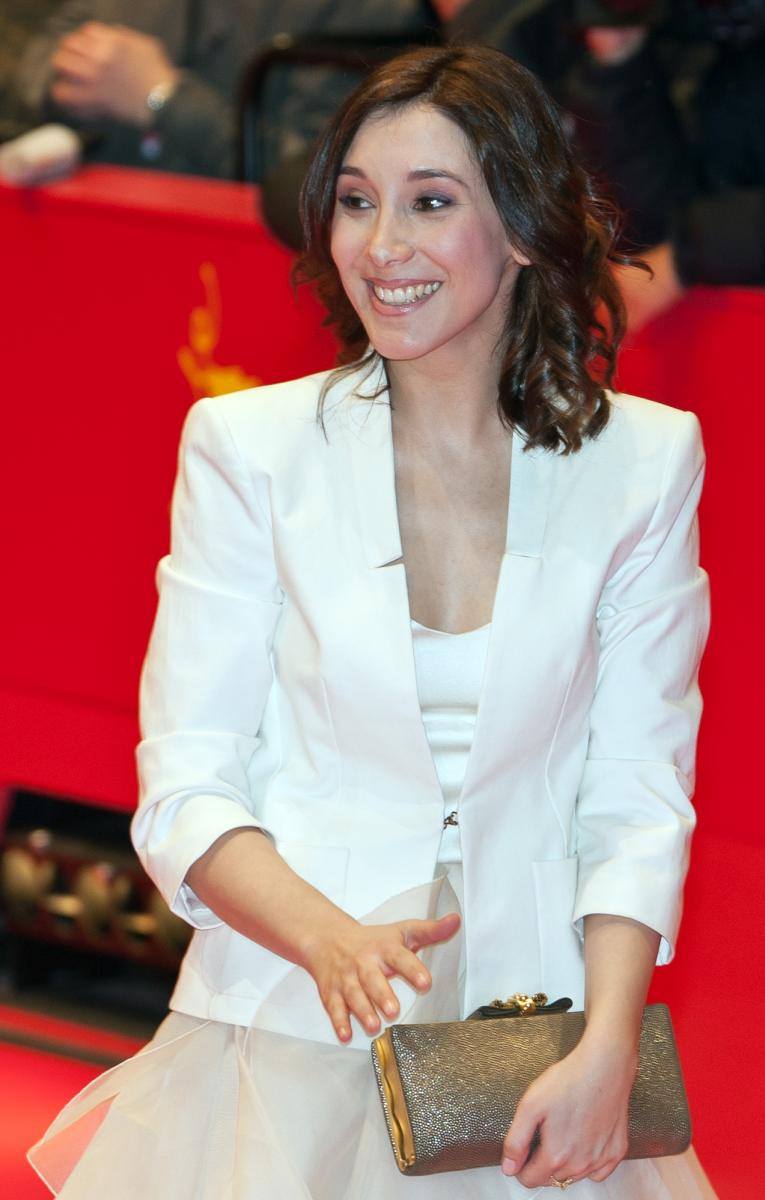

| Награды и номинации | Награды и номинации                         | Награды и номинации                             | Награды и номинации | Награды и номинации | Награды и номинации                 |
| Год                 | Награда                                     | Категория                                       | Фильм или сериал    | Результат           | Примечания                          |
| ------------------- | ------------------------------------------- | ----------------------------------------------- | ------------------- | ------------------- | ----------------------------------- |
| 2004                | Бэмби                                       | Восходящая звезда                               | Головой о стену     | Победа              |                                     |
| 2004                | Премия Европейской киноакадемии             | Лучшая актриса                                  | Головой о стену     | Номинация           |                                     |
| 2004                | German Film Awards                          | Лучшая женская роль                             | Головой о стену     | Победа              |                                     |
| 2004                | New Faces Award                             | Лучшая актриса                                  | Головой о стену     | Победа              |                                     |
| 2004                | Кинофестиваль Турция/Германия в Нюрнберге   | Лучшая актриса                                  | Головой о стену     | Победа              |                                     |
| 2004                | Undine Award                                | Лучшая молодая актриса                          | Головой о стену     | Победа              |                                     |
| 2005                | Международний кинофестиваль в Санта-Барбаре | Лучшая женская роль                             | Головой о стену     | Победа              |                                     |
| 2006                | Международный кинофестиваль в Анталье       | Лучшая актриса                                  | Возвращение домой   | Победа              |                                     |
| 2010                | Премия Европейской киноакадемии             | Лучшая актриса                                  | Чужая               | Номинация           |                                     |
| 2010                | Ассоциация кинокритиков Германии            | Лучший фильм                                    | Чужая               | Победа              |                                     |
| 2010                | German Film Awards                          | Лучшая женская роль                             | Чужая               | Победа              |                                     |
| 2010                | Международный кинофестиваль в Марракеше     | Лучшая актриса                                  | Чужая               | Победа              | вместе с Автандил Тетрадзе          |
| 2010                | Фестиваль нового кино в Монреале            | Лучшая актриса                                  | Чужая               | Победа              |                                     |
| 2010                | Фестиваль нового кино в Монреале            | Лучшая актриса — выбор народа                   | Чужая               | Победа              |                                     |
| 2010                | Мюнхенский кинофестиваль                    | Лучшая актриса                                  | Чужая               | Победа              |                                     |
| 2010                | Кинофестиваль Турция/Германия в Нюрнберге   | Лучшая актриса                                  | Чужая               | Победа              |                                     |
| 2010                | Трайбека                                    | Лучшая актриса                                  | Чужая               | Победа              |                                     |
| 2011                | Общество кинокритиков Германии              | Лучшая актриса                                  | Чужая               | Победа              |                                     |
| 2012                | Bavarian TV Awards                          | Лучшая актриса в сериале или мини-сериале       | Место преступления  | Номинация           | эпизод «Боровский и женщина в окне» |
| 2014                | Премия Гильдии киноактёров США              | Лучший актёрский состав в драматическом сериале | Игра престолов      | Номинация           |                                     |